# Мануил I Комнин
Вижте пояснителната страница за други личности с името Мануил Комнин.
Мануил Комнин (на средногръцки: Μανουήλ Α' Κομνηνός) е византийски император от 1143 до 1180 г.

## Произход и престолонаследник
Син е на Йоан II Комнин и унгарската принцеса Пирошка Арпад. Преди да стане император се отличава със смелостта си във войната със селджуците, а баща му го обявява за престолонаследник, въпреки че има по-голям син, Исак.

## Управление
Управлението на Мануил I Комнин се оказва повратен период в историята на Византийската империя. Когато идва на престола, той наследява империята в цветущо състояние, но заобиколена от външни предизвикателства и амбициозни конкуренти. В опит да утвърди авторитета и превъзходството на византийската държава, Мануил I води енергична и агресивна политика спрямо съседите си. Той успява да поддържа ромейската хегемония на Балканите и сред кръстоносните държави, но в резултат на политическите си действия, той губи повечето си съюзници в Западна Европа и в крайна сметка търпи поражение срещу мюсюлманските сили в Мала Азия, което отваря път към последвалия упадък на империята. Въпреки успехите и качествата му като пълководец, Мануил I Комнин не съумява да осъществи мечтата си да превърне Византия във великата сила, която е била при Юстиниан I, но всъщност я завещава по-слаба и изтощена отколкото при възкачването си.

### Първи години
Император Мануил I води настъпателна политика с цел да възстанови византийските земи на Балканите, Мала Азия, Сирия и Южна Италия. Неговите бляскави победи му носят много слава и възхвала, но малко допринасят за засилването на империята. В 1144 г. князът на кръстоносното княжество Антиохия, Раймон дьо Поатие, потвърждава васалитета си към императора в Константинопол. През 1146 г. Мануил I предприема наказателна експедиция срещу Иконийския султанат в Централна Мала Азия. Въпреки притесненията на населението, през 1147 – 1149 г. императорът пропуска войските на Втория кръстоносен поход през византийска територия, като преминаването им до Светите земи става почти безпроблемно.

### Война с норманите
В началния период от управлението на Мануил I, Византия се намира в добри отношения с основните католически държави – Германската империя и Френското кралство. Но през 1147 – 1149 г. Мануил е изправен пред война с Роже II, норманския владетел на кралство Сицилия, който завладява остров Корфу и някои градове в Гърция. Ромеите отблъскват нападението и изпращат войски в Южна Италия (1155). Въпреки сключения съюз с папата и споразумението за съдействие с германските имперски войски, византийските завоевания в Италия се оказват много нетрайни и под натиска на норманите те са принудени да се изтеглят от там през 1158 г. Експедицията се оказва провал и голяма загуба на финансови средства. В следващите години опитите на Византия отново да придобие територии и влияние в Италия ще се окажат също толкова неуспешни. Мануил продължава да поддържа Ломбардската лига и независимите италиански градове срещу домогванията на германските императори.

### Поход към Антиохия
През 1156 г., новият княз на Антиохия, Рено дьо Шатийон, издига претенции за неизпълнени финансови обещания спрямо византийския император. Под този предлог той напада и разграбва остров Кипър. В отговор Мануил I незабавно се отправя на наказателен поход, завладява Арменска Киликия (1158 – 59), чийто владетел е участвал в плячкосването на Кипър, след което навлиза в Сирия и окупира Антиохия. Рено дьо Шатийон е принуден да са подчини на императора като негов васал, в замяна на което е оставен на власт. При завръщането си Мануил е изненадан от нападение на селджуците в Исаврия, но удържа победа.

### Балканска политика
На Балканския полуостров в 1150 – 1152 г. е потушено въстанието на сърбите, които отново потвърждават васалната си зависимост от императора. През 1151 – 1152 и 1163 – 1168 г. Мануил I води успешно настъпление в Кралство Унгария, което също се признава за васал на Византия. Ромейските войски достигат до Трансилвания и Влахия. В Унгария е поставен верен на византийците крал. Повечето от източното Адриатическо крайбрежие е присъединено към империята. Византийската империя поддържа съюзни отношения с Киевска Рус и Галичкото княжество срещу степните печенеги и кумани.

### Война в Египет
През 1169 г., с подкрепата на Византия, кръстоносният крал на Йерусалим организира експедиция срещу мюсюлманския Фатимидски халифат в Египет. Целта на този амбициозен поход е да се установи християнски контрол над богатата страна, като според споразумението византийците щели да получат крайбрежието, а кръстоносците – вътрешната част на Египет. След неуспешната обсада на крепостта Дамиета, между ромеи и кръстоносци се появяват неразбирателства, в резултат на което византийският флот се оттегля, но по пътя половината от него е унищожена в буря. Скоро след този поход ислямските владетели започват да се мобилизират и се обединяват за атака срещу нападащите ги християнски държави в Близкия изток. В Египет везирът, и след това (от 1174 г.) султан Саладин (Салах ад-Дин) предприема експанзия в Палестина и Сирия.

### Война срещу селджуците
Главният противник на Византия по времето на Мануил I Комнин са отново селджукските турци. В периода 1158 – 1161 година са водени серия от походи с променлив успех между ромеите и мюсюлманските владетели за надмощие в Мала Азия. В 1176 г. обаче Мануил I претърпява решително поражение в битката при Мириокефалон срещу Кълъч Арслан II и губи по-голямата част от армията си, след което осъзнава, че политиката му е нереалистична. В края на управлението си спира да се занимава с войни.
Последиците от сражението при Мириокефалон са катастрофални – Византия отстъпва част от територията си, губи много от военната си сила и вече не може да се противопостави успешно на външните врагове. Въпреки това Мануил I Комнин успява да нанесе още няколко поражения на тюркските племена, нахлули във Витиния през 1179 и 1180 г., като междувременно изпраща демонстративна военноморска експедиция до Египет в 1177 г.
Умира през 1180 година. Наследен е от непълнолетния Алексий II Комнин.

## Личност
Мануил I Комнин прилича на латинските барони: обича физическите упражнения, лова, турнирите, увлича се в схватки с копия с най-добрите франкски рицари. Когато пристига в Антиохия през 1159 г., той впечатлява тамошните рицари с висок ръст, голяма физическа сила, ловкост да си служи с оръжието. Участва с великолепен кон със златен чул в рицарски турнири на брега на Оронт:с. 192.
Михаил прилича на същински франкски монарх. Той се заобикаля с латински съветници и с воини; включва в армията си много западноевропейски наемници и се интересува от западната култура и постижения. Византийската армия възприема западните дрехи, развлеченията и угощенията в императорския дворец наподобяват западните. По негово време в Константинопол надбягванията на Хиподрума отстъпват място на рицарски турнири, в които участва и самият император.

## Бракове и деца
Първи брак: през 1146 година за Берта фон Зулцбах, роднина на Конрад III; умира през 1159 г., оставяйки две дъщери:
- Мария Комнина (1152 – 1182), съпруга на Рение Монфератски
- Анна Комнина (1154 – 1158)

Втори брак: през 1161 за Мария Антиохийска, дъщеря на Раймон дьо Поатие и Констанс Антиохийска; тя ражда син:
- Алексий II Комнин, наследил престола през 1180 година

Императорът има и няколко незаконни деца.